# نايجل هاريسون
نايجل هاريسون (29 نوفمبر 1878 في المملكة المتحدة - 13 نوفمبر 1947 في المملكة المتحدة) (بالإنجليزية: Nigel Harrison)‏ هو لاعب كريكت بريطاني وبريطاني (وحمل سابقاً جنسية المملكة المتحدة لبريطانيا العظمى وأيرلندا). لعب مع نادي مقاطعة دورهام للكريكت ‏ وLondon County Cricket Club ‏.

## وصلات خارجية
- نايجل هاريسون على موقع إي آس بي آن كريك إنفو (الإنجليزية)